# Камкові
Камкові (Zosteraceae) — родина морських багаторічних квітучих рослин, зустрічаються в помірних і субтропічних прибережних водах, з найбільшою різноманітністю розташовані навколо Кореї і Японії. Більшість морських трав завершує весь їхніхній життєвий цикл під водою, вони мають ниткоподібний пилок особливо адаптований до дисперсії у водному середовищі і стрічки, як листя, які не мають продихів. Відросли є трав'янистими і є видні повзучими кореневищами. Відмінною рисою цієї родини є наявність характерних англ. retinacules, які присутні у всіх видів, крім членів Zostera підроду Zostera.
Камкових вже давно прийнято таксономічно як монофілетично. Система APG II 2003 визнає цю родину і поміщає її до однодольних порядку Alismatales. Сім'я містить близько чотирнадцяти видів розділені між двома родами, Phyllospadix і Zostera. Останній містить три підроди. Heterozostera (раніше вважався окремий рід), Zostera та Zosterella Камкові тісно пов'язані з Potamogetonaceae, родини прісноводних водних видів.